# Arrien
Arrien ist eine französische Gemeinde mit 198 Einwohnern (Stand 1. Januar 2022) im Département Pyrénées-Atlantiques in der Region Nouvelle-Aquitaine. Die Gemeinde gehört zum Arrondissement Pau und zum Kanton Pays de Morlaàs et du Montanérès (bis 2015: Kanton Morlaàs).
Der Name in der gascognischen Sprache lautet ebenfalls Arrien.

## Geographie
Arrien liegt ca. 25 km östlich von Pau im Béarn.
Umgeben wird der Ort von den Nachbargemeinden:
|           | Sedzère                                     |                           |
| Espéchède | Kompassrose, die auf Nachbargemeinden zeigt | Eslourenties-Daban Lombia |
|           | Lourenties                                  |                           |

Arrien liegt im Einzugsgebiet des Flusses Adour und wird durchquert von einem seiner Zuflüsse, dem Gabas, und dessen Zufluss Canne, sowie von zwei Zuflüssen des Lées, den Wasserläufen Pondets und Arriutort, der im Ortsgebiet entspringt.

## Geschichte
Bereits in der Frühzeit siedelten sich Menschen im Landstrich an, was die Entdeckung von Hügelgräbern belegt. Bei einer Volkszählung im Jahr 1385 wurden in Arien nur 5 Haushalte gezählt und vermerkt, dass das Dorf in der Bailliage von Pau liegt. Trotz seiner geringen Größe war Arrien im Mittelalter der Sitz eines Laienklosters. Der Ort ist bekannt für seine Quelle, deren Wasser eine Wundheilungskraft nachgesagt wird. Besonders im 13. Jahrhundert wurden viele Pilger aus diesem Grund empfangen.

### Einwohnerentwicklung
Vom Höchststand der Einwohnerzahl in der Mitte des 19. Jahrhunderts ist fast nur noch ein Drittel ist 1970er-Jahren übrig geblieben. Allerdings ist der Trend seitdem gestoppt und die Zahl steigt sogar.
| Jahr      | 1962 | 1968 | 1975 | 1982 | 1990 | 1999 | 2006 | 2009 | 2022 |
| --------- | ---- | ---- | ---- | ---- | ---- | ---- | ---- | ---- | ---- |
| Einwohner | 132  | 125  | 112  | 120  | 138  | 135  | 119  | 143  | 198  |

## Sehenswürdigkeiten

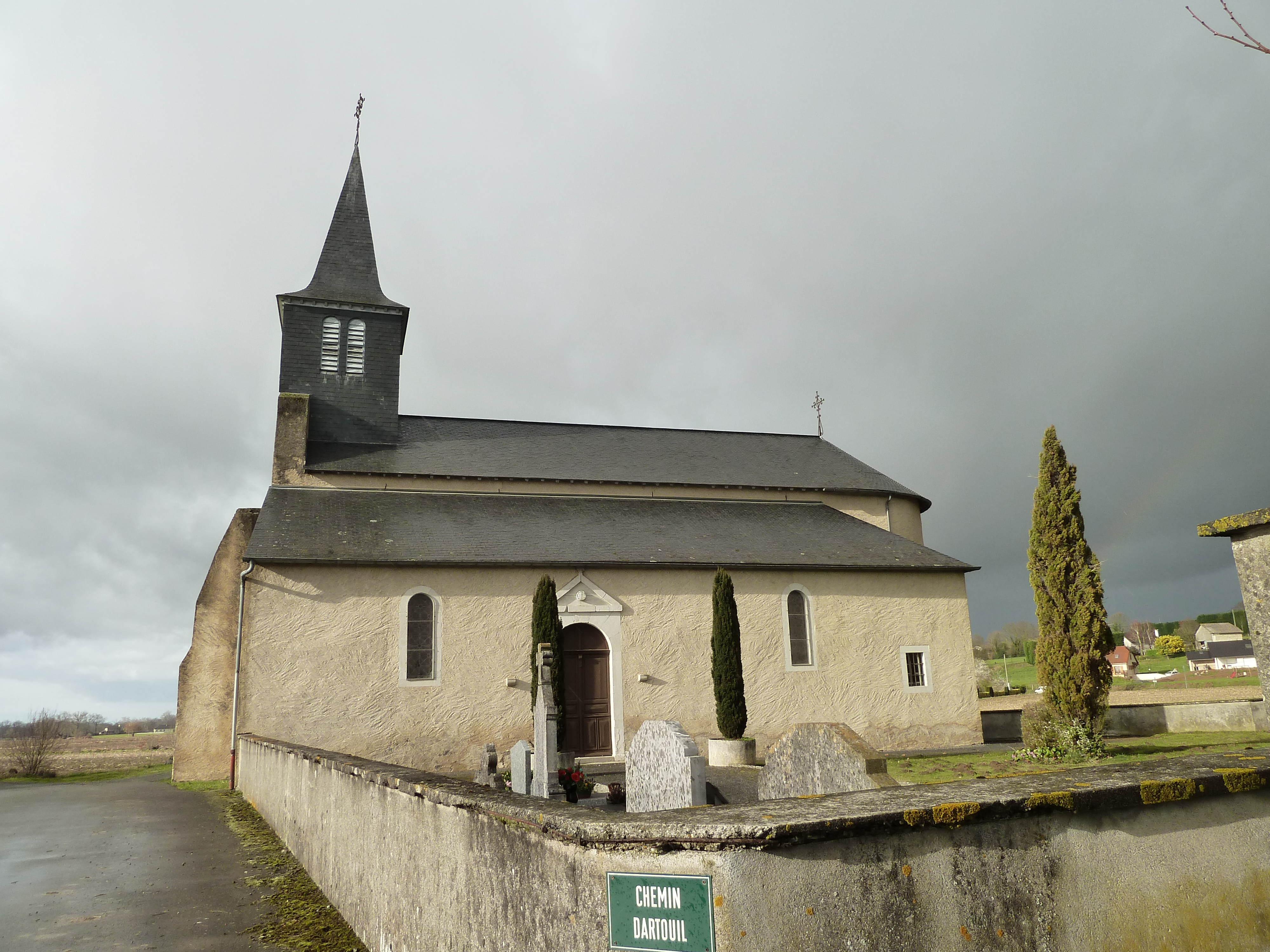
Ortskirche Saint-Jean-Baptiste von Arrien

- Pfarrkirche, geweiht Johannes dem Täufer. Zwischen 1877 und 1879 wurde die ursprüngliche, im romanischen Stil erbaute Kirche restauriert und erweitert. Die flache Apsis wurde durch eine halbrunde ersetzt, einen Kragbogen eingesetzt und die Maueröffnungen erweitert, um mehr Licht hereinzulassen. 1980 wurde der Glockenturm wieder aufgebaut, 1881 die Glasfenster eingearbeitet und 1884 die Wandmalerei erneuert.[7]

- Schloss von Arrien. Das ehemalige Schloss ist auf der Karte von Cassini 1750 eingetragen, allerdings bereits 1730 verkauft und in der Folge in ein Pfarrhaus umgewandelt. 1830 wurde das Gebäude insgesamt umgestaltet.[8]

- Quelle der Verehrung des heiligen Johannes. Bereits 1342 erwähnt, gilt das Wasser der Quelle als Mittel zur Heilung bei verschiedenen Krankheiten. In der Nacht zum Gedenktag des Schutzpatrons, dem Apostel Johannes, versammeln sich Gläubige rund um die Quelle, weil dann die Heilkraft am größten sein soll.[9]

## Wirtschaft und Infrastruktur
Die Wirtschaft der Gemeinde wird hauptsächlich von der Landwirtschaft bestimmt.

### Verkehr
Arrien ist angeschlossen an die Routes départementales 42, 62 und 145.